# Acartia forticrusa
Acartia forticrusa is een soort eenoogkreeftjes uit het ondergeslacht Acartia (Euacartia), uit de familie van de Acartiidae. De wetenschappelijke naam van de soort is voor het eerst geldig gepubliceerd in 2013 door Soh, Moon, Park & Venmathi Maran.